# Эрс, Анри
Анри́-Жери́ Э́рс (фр. Henri-Géry Hers, 23 июля 1923 года, Намюр, Бельгия — 14 декабря 2008 года, Оттиньи-Лувен-ла-Нёв, Бельгия) — бельгийский физиолог и биохимик, профессор Лувенского католического университета.

## Эпонимы
В честь бельгийского биохимика названы болезнь (гликогеноз VI типа) и синдром (панкреатическая инсулинома).

## Награды
Он был отмечен за свою работу, направленную на изучение углеводного обмена и генетических заболеваний, вызванных с его нарушением. Например, болезнь накопления гликогена VI типа, связанная с дефицитом печёночной фосфорилазы, вызывающим увеличение печени и развитие приступов гипогликемии.
- в 1966 году — лауреат премии Франки — престижной бельгийской премии, присуждаемой с 1933 года ежегодно Фондом Франки молодому (не старше 50 лет) бельгийскому учёному или преподавателю;
- в 1975 году — лауреат международной премии Гайднер — ежегодной научной премии, вручаемой Фондом «Gairdner Foundation» (Канада) за выдающиеся достижения в области медицинских наук;
- в 1988 году — лауреат премии Вольфа по медицине.